# ۴۰۲ (قمری)
۴۰۲ (قمری)، چهارصد و دومین سال در گاهشماری هجری قمری است. اول محرم این سال برابر با دهم اوت سال ۱۰۱۱ میلادی است.

## وابسته
- مرداسیان